# Ator, le Guerrier de fer
Série Ator
Ator 2 - L'invincibile Orion
(1982) L'Épée du Saint-Graal
(1990)
Pour plus de détails, voir Fiche technique et Distribution.
Ator, le Guerrier de fer (Iron Warrior) est un péplum médiéval fantastique italien réalisé par Alfonso Brescia et sorti en 1987.
C'est la suite d’Ator le Conquérant et d’Ator 2 - L'invincibile Orion, réalisés par Joe D'Amato.

## Fiche technique
Sauf indication contraire, les informations mentionnées dans cette section peuvent être confirmées par la base de données cinématographiques IMDb,  présente dans la section « Liens externes ».
- Titre français : Ator, le Guerrier de fer[1],[2]
- Titre original : Iron Warrior ou Ator il guerriero di ferro[3],[4]
- Réalisation : Alfonso Brescia
- Scénario : Alfonso Brescia, Steven Luotto
- Photographie : Wally Gentleman
- Montage : Roberto Silvi
- Musique : Carlo Maria Cordio
- Production : Maurizio Maggi, Ovidio G. Assonitis
- Société de production : Brouwersgracht Investments, Continental Motion Pictures
- Pays de production :  Italie
- Langue originale : anglais
- Format : Couleur - 1,85:1 - Son mono - 35 mm
- Durée : 82 minutes
- Genre : Médiéval fantastique
- Dates de sortie :
  - Italie : 1er janvier 1987

## Distribution
- Miles O'Keeffe : Ator / Trogar (sans masque)
- Savina Geršak : Princesse Joanna
- Elisabeth Kaza : Fedra
- Iris Peynado : Deeva
- Tim Lane : Le Roi
- Josie Coppini : Le roi imposteur
- Franco Daddi : Trogar (avec masque)
- Jon Rosser : Nekron
- Malcolm Borg : Ator jeune
- Conrad Borg : Trogar jeune
- Tiziana Altieri : Fedra jeune